# Eric Danke
Eric Danke (* 23. Januar 1940 in Berlin; † 11. März 2024 in St. Augustin bei Bonn) gilt als „Vater des Btx“, einem der Vorläufer des heutigen Internets. Danke hatte zunächst in den 1980er-Jahren den Bildschirmtext (Btx) für die damalige Deutsche Bundespost aufgebaut und war seit 1995 Leiter des modernisierten Dienstes T-Online. Er war von Anfang 2000 bis zu seinem Eintritt in den Ruhestand Ende 2001 Technikvorstand bei T-Online.